# Людкевич, Мария Иосифовна
Мария Иосифовна Людкевич (укр. Марія Йосипівна Людкевич; родилась 7 января 1948) — украинская писательница и поэтесса, помимо работы учителем, редактором газеты и журналистом.

## Ранняя жизнь и образование
7 января 1948 года родилась в селе Нижняя Липица. Окончила факультет журналистики Львовского государственного университета имени Ивана Франко и Коломыйское педагогическое училище. Она занимала должности редактора львовской газеты «Галицкая молодежь», позже журналиста той же газеты и учительницы младших классов средней школы. Руководитель литературной студии «Джерельце» Львовской областной детской библиотеки более 30 лет.

## Книги
По состоянию на 2024 год половина из 44 книг Марии написана для юных читателей, из которых наиболее примечательны:
- Теплі гнізда :  [укр.]. — SPOLOM, 1981. — ISBN 9789669193179.
- Червнева повінь :  [укр.]. — 1983.
- Продовження літа :  [укр.]. — 1986.
- Джмелятко :  [укр.]. — 1987.
- На Білій горі :  [укр.]. — 1990.
- Старий годинникар :  [укр.]. — 1991.
- Благослови, Маріє :  [укр.]. — 1995.
- Коротке літо в раю :  [укр.]. — SPOLOM, 1995. — ISBN 9789669193186.
- Левцеве товариство з міста Лева :  [укр.]. — 1997.
- Домовик без черевик :  [укр.]. — 1999.
- Ностальгія за тим, що не сталося :  [укр.]. — 1999.
- Квіткова пані :  [укр.]. — 2000.
- Мудрагелія :  [укр.]. — 2000.
- Мурко-Жмурко :  [укр.]. — 2001.
- Срібна тінь сосни :  [укр.]. — 2003.
- Хто сміявся з страхопуда :  [укр.]. — 2003.
- Кольорові парасольки :  [укр.]. — 2004.
- Шайда-байда :  [укр.]. — 2005.
- Торбина Усміхненого Котика :  [укр.]. — 2005.
- Крила білої хати :  [укр.]. — 2006.
- Петрова гора з диким терном :  [укр.]. — 2007.
- Ми на святі в Левеняти :  [укр.]. — 2007.
- Квітка, якою тішиться Бог :  [укр.]. — 2007.
- Мирославині таємниці :  [укр.]. — 2009.
- Пізнаймо місто рідне :  [укр.]. — 2010.
- Спитати в янгола :  [укр.]. — 2012.
- Іграшкова абетка :  [укр.]. — 2013.
- Лірика :  [укр.]. — 2014.і Змій Головастик
- Столітній трамвай-чарівник :  [укр.]. — 2015.
- і Змій Головастик :  [укр.]. — Видавництво Старого Лева, 2015. — ISBN 978-617-679-107-2.
- Ярко і Змій Головастик :  [укр.]. — 2016.
- Порив і подив :  [укр.]. — 2017.
- гойдалці дня і ночі :  [укр.]. — 2018.
- Де сховалась таємниця :  [укр.]. — 2019.

## Личная жизнь
Мария замужем за художником Орестом Белоусом. Их дочери учились в Академии художеств и окончили её. Пока Олеся живёт в Киеве и работает художественным редактором, Кристина начала сочинять стихи.

## Награды
За творческую и общественную деятельность Марию удостоили многих наград. Среди наград:
- Орден Княгини Ольги II степени; Третий класс (2006)
- Премия Дмитрия Ниценко (2003).
- Литературная премия «Благовест» (1997).
- Литературная премия Ирины Вильде (2010).
- Премия Леси Украинки (2001).
- Премия Богдана Лепкого